# Gonzalo Ruiz de Toledo

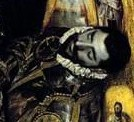
Gonzalo Ruiz de Toledo representado por El Greco

Gonzalo Ruiz de Toledo (Toledo, meados do século XIII - Toledo em  3 de dezembro de 1323) foi o IV senhor da vila de Orgaz (Toledo). Nasceu durante o reinado de Afonso X, no solar onde os Jesuítas construíram no século XVII o seu convento e igreja dedicada a Santo Ildefonso. Por expressa vontade sua foi enterrado na igreja de Santo Tomé de Toledo. A representação do seu enterro ficou plasmada no quadro O Enterro do Conde de Orgaz, autoria de El Greco.

## O senhor de Orgaz
Era descendente de duas ilustres famílias, os Toledo e os Illán. Foi o IV Senhor da vila de Orgaz, senhorio criado em 1220 por Fernando III o Santo que outorgou o título ao seu bisavô Ferrán Yuanes beni Abd el Malik (conhecido também como Alfadilla). Os seus descendentes usaram o mesmo título de senhor até em 1520 o rei Carlos I da Espanha conceder o título de Conde de Orgaz a Álvaro Pérez de Guzmán, casado com a neta de Gonzalo Ruiz de Toledo.
O senhor de Orgaz desfrutou de fama de bom cristão. Às suas expensas, em Toledo, foram reedificadas várias igrejas, como São Justo e Pastor, São Bartolomeu e São Tomé, local que seria o do seu enterramento. Também criou o convento de Santo Agostinho numas casas que solicitou à rainha Maria de Molina situadas para poente, entre a porta do Cambrón e a ponte de San Martín]. Outorgou-se a escrita em 1311, em Valhadolide. Fundou em 1316 um hospital para a atenção da doença do fogo, nas suas casas de campo situadas junto à ermida de Santo Eugênio. Chamou-se Hospital do Abade Antônio.
Foi alcaide de Toledo e Notário-mor do Reino à época de Sancho IV e Fernando IV. Gonzalo Ruiz de Toledo ajudou à rainha Maria de Molina na sua viuvez e em conseguir do papa a legitimação dos seus filhos. Pela sua vez, a rainha confiou-lhe a tutoria da infanta Beatriz e, mais tarde sendo já avó, a tutoria do seu neto Afonso XI, órfão de pai e de mãe.

## Enterro e lenda do milagre

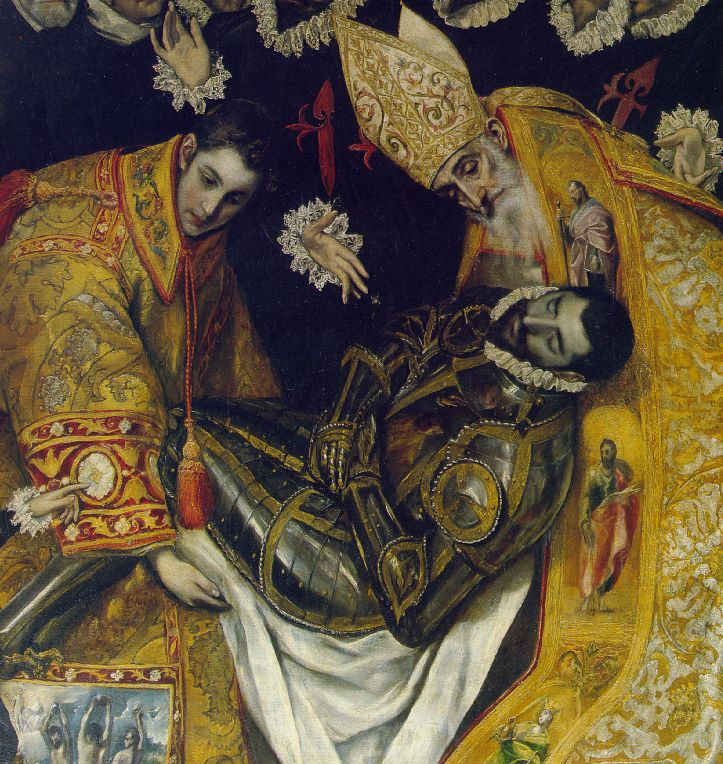
Imagem na qual se aprecia o milagre do translado por Santo Agostinho e Santo Estevão do corpo do senhor de Orgaz até a sua sepultura. Pormenor da pintura O Enterro do Conde de Orgaz por El Greco.

O senhor de Orgaz era respeitado na cidade de Toledo e já em vida teve certa fama de santidade. Ao seu enterro acudiram muitas pessoas do povo, o clero, cavaleiros e nobres. Foi enterrado com grande solenidade na igreja de São Tomé, por vontade própria expressada no seu testamento. Elegeu como última morada um canto humilde da igreja, do lado da Epístola, ao fundo perto da porta. Após assistir aos ofícios próprios do funeral, ao tomar o seu corpo para depositá-lo na sepultura que estava preparada, ocorreu o milagre que a lenda oral toledana e perpetuaram. Conta-se que se acercaram ao corpo morto os santos Agostinho e Estevão e tomando-o eles mesmos  transladaram.
A teoria de que o lugar de enterramento era a igreja de santo Tomé impôs-se frente à de ter sido no convento de Santo Agostinho. Foi corroborada pela descoberta  do sepulcro na Capela da Concepção em 2001. Fica a cerca de 50 cm abaixo do nível do chão, diante do quadro de El Greco e pode ser contemplada a lápide original. Após os trabalhos de restauração, foi colocada uma placa de mármore com os dados pessoais de Gonzalo Ruiz de Toledo.
Há outras pessoas ali enterradas, entre elas a sua esposa.

### A capela da Concepção

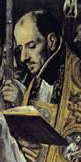
Andrés Núñez, pároco da Igreja de Santo Tomé (Toledo)

O pároco de Santo Tomé, Andrés Núñez de Madrid (pároco de 1562 a 1601) quis melhorar o túmulo do senhor de Orgaz e para isso solicitou licença do arcebispado para transladar o cadáver. Porém, a resposta foi que não era justo que mãos de pecadores mudassem corpo que santos com as suas tocaram. A solução foi renovar com mais decoro o local de enterramento, conhecido como capela da Concepção. Com o consentimento do arcebispo, encomendou a El Greco a pintura com a narração dos fatos. Levou-se a cabo a obra em 1584. El Greco retratou Andrés Núñez na figura do padre que reza o responso.